# I.MX

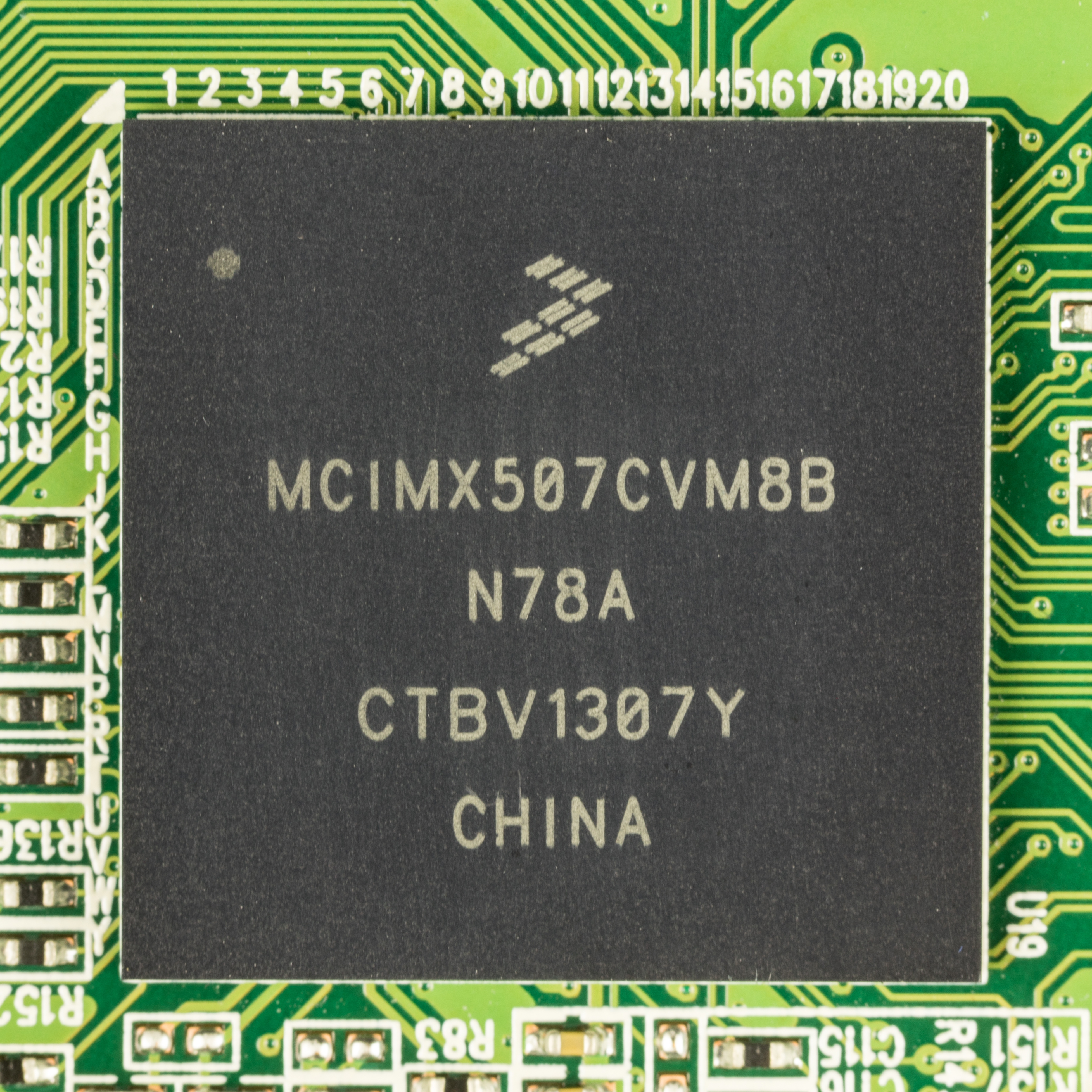
Freescale MCIMX507CVM8B

Freescale i.MX（アイドット・エムエックス）は、ARMアーキテクチャに基づいており、低消費電力に焦点を当てたマルチメディアアプリケーション向けのフリースケール・セミコンダクタ独自のマイクロプロセッサファミリである。(フリースケール・セミコンダクタは2015年12月にNXPセミコンダクターズに買収されたため、現在はi.MXはNXPの製品となっている) i.MXアプリケーション·プロセッサは、CPU・VPU・GPUなどと、一つのダイに多くの処理ユニットを統合する SoC である。 i.MX は、自動車、産業用および民生市場向けに開発されている。それらのほとんどは10〜15年の長期安定供給を保証している。Ford Sync、Amazon Kindle、Sony Reader、Kobo、Logitech Harmony リモートコントローラ、Squeezebox ラジオ、東芝 Gigabeat MP4プレーヤー、ベネッセコーポレーションチャレンジタブレットなど多くのデバイスが i.MX プロセッサを使用している。 i.MX は、以前は "DragonBall MX" ファミリー、DragonBall マイクロコントローラの第五世代と呼ばれていた。i.MX は、もともとは "innovative Multimedia eXtension" を意味していた。
i.MX ソリューションは、ハードウェア（プロセッサおよび開発ボード）とプロセッサに最適化されたソフトウェアで構成されている。

## i.MX5x シリーズ
i.MX5x シリーズは、ARM Cortex-A8コアをベースにしている。i.MX51 ファミリ（スマートブックまたは車載インフォテインメントのようなハイエンドのマルチメディアデバイス）および i.MX50 ファミリ（eリーダー）：これは、2つのファミリを含む。それは、CMOS 65nmプロセスで設計されている。一部のモデルでは、z460 の Imageon GPU を搭載。

### i.MX50 ファミリ
i.MX508 プロセッサは、E-Ink社とFreescale社の共同開発。eリーダー専用。 2010年に発売、PCB上の部品コストとスペースの両方を節約するために、シリコン内のE-Inkディスプレイ·コントローラを統合している。LPDDR2 400MHz をサポート。
- i.MX508 (コンシューマ) = 800 MHz ARM Cortex-A8 プラットフォーム + 2.5D GPU + ピクセルパイプライン + E-ink ディスプレイコントローラ

### i.MX51 ファミリ
2009年発表。DDR2 200MHz。
- i.MX512 (コンシューマ/産業用) = 800 MHz ARM Cortex-A8 (産業用は 600 MHz) + IPU
- i.MX513 (コンシューマ/産業用) = 800 MHz ARM Cortex-A8 (産業用は 600 MHz) + HD VPU + IPU
- i.MX514 (車載) = 600 MHz ARM Cortex-A8 + 3D GPU + 2.5D GPU + IPU + セキュリティブロック
- i.MX515 (コンシューマ/産業用) = 800 MHz ARM Cortex-A8 (産業用は 600 MHz) + HD VPU + 3D GPU + 2.5D GPU + IPU + セキュリティ
- i.MX516 (車載) = 600 MHz ARM Cortex-A8 + HD VPU + 3D GPU + 2.5D GPU + IPU + セキュリティブロック

### i.MX53 ファミリ
i.MX535は、2010年6月発表。2011年第1四半期に出荷開始。
- i.MX534 (車載) = 800MHz ARM Cortex-A8 + 3D GPU + 2.5D GPU + IPU + セキュリティ
- i.MX535 (コンシューマ) = 1 GHz ARM Cortex-A8 + Full HD VPU (1080p デコード) + 3D GPU + 2.5D GPU + IPU + セキュリティ
- i.MX536 (車載) = 800MHz ARM Cortex-A8 + Full HD VPU (1080p デコード) + 3D GPU + 2.5D GPU + IPU + セキュリティ
- i.MX537 (産業用) = 800MHz ARM Cortex-A8 + Full HD VPU (1080p デコード) + 3D GPU + 2.5D GPU + IPU + セキュリティ+ IEEE1588

## i.MX6 シリーズ
i.MX6 シリーズは、ARM Cortex-A9のソロ、デュアル、クワッドコアに基づくフリースケールの i.MX ポートフォリオ。CMOS 40nmプロセスで設計されている。 i.MX6ソロ、デュアル、クワッドはラスベガスのコンシューマー・エレクトロニクス・ショーで2011年1月に発表、2012年12月11日量産開始。

### i.MX6 Solo ファミリ
- i.MX6 Solo = 1.2 GHz ARM Cortex-A9 シングル コア + Full HD VPU (1080p エンコード) + 3D GPU (Vivante GC880) + 2D GPU (Vivante GC320) + IPU + セキュリティ
- i.MX6 SoloLite = 1.0 GHz ARM Cortex-A9 シングル コア + Vector Graphics GPU (Vivante GC335) + 2D GPU (Vivante GC320) + セキュリティ

対応メモリは、
- i.MX6 Solo - LPDDR3 (32bit x1) または LV-DDR3 (32bit x1)
- i.MX6 SoloLite - LPDDR2 (16bit, 32bit x1) または LPDDR3 (16bit, 32bit x1) または LV-DDR3 (16bit, 32bit x1)

### i.MX6 Dual/Quad ファミリ
- i.MX6 DualLite = 1.0 GHz ARM Cortex-A9 デュアル コア (L2 512KB) + Full HD VPU (1080p エンコード) + 3D GPU (Vivante GC880) + 2D GPU (Vivante GC320) + 2xIPU + セキュリティ
- i.MX6 Dual = 1.2 GHz ARM Cortex-A9 デュアル コア (L2 1MB) + Full HD VPU (1080p エンコード) + 3D GPU (Vivante GC2000) + Vector Graphics GPU (Vivante GC335) + 2D GPU (Vivante GC320) + 2xIPU + セキュリティ
- i.MX6 Quad = 1.2 GHz ARM Cortex-A9 クアッド コア (L2 1MB) + Full HD VPU (1080p エンコード) + 3D GPU (Vivante GC2000) + Vector Graphics GPU (Vivante GC335) + 2D GPU (Vivante GC320) + 2xIPU + セキュリティ

対応メモリは、LPDDR2 (32bit x2) 533 MHz (DualLite は 400MHz) または DDR3 (64bit x1) または LV-DDR3 (64bit x1)。
Vivante GC2000 は 4コア、24 GFLOPS。
VPUのサポートコーデック
- デコード
  - H.264 BP/MP/HP
  - VC-1 SP/MP/AP
  - MPEG-4 SP/ASP (GMC除く)
  - DivX (Xvid)
  - MPEG-1/2
  - VP8
  - AVS
  - MJPEG
- エンコード
  - H.264
  - MPEG-4
  - H.263
  - MJPEG

VPU の内部には BIT プロセッサと呼ばれる DSP があり、コーデックごとに 16KB 以下のマイクロコードがあり、それらを読み込むことでコーデックを切り替える。vpu_ で始まるC言語用のAPIも公開されているが、Linux からは GStreamer からも利用できるようにドライバが公開されている。

## ソフトウェア

### Android
2010年2月に、フリースケールは i.MX5x のために、Android プラットフォームを立ち上げた。

### Linux
フリースケール i.MX 開発キットには、GNOME モバイル環境の Linux ソフトウェアスタックが含まれている。
i.MX51ファミリでは、リファレンスユーザインタフェースは Ubuntu。Ubuntu 10.04.1 をサポート。i.MX53 クイックスタートボードは、Ubuntu 11.10 をサポートしており、プリインストール済みのデスクトップまたはサーバのSDカードとして使用可能。i.MX6 シリーズは Freescale や Linaro から Ubuntu がリリースされている。
OpenEmbedded Linuxディストリビューションには、いくつかの i.MX プラットフォームをサポートしている。
商用Linuxのサポートは、MontaVista、ウインドリバー・システムズ、メンター・グラフィックスなどから提供されている。

### Windows CE
フリースケールのi.MXの開発キットは、Microsoft Windows Embedded CE を含む。

## 類似プラットフォーム
- AllWinner A1X
- Apple A4, Apple A5, Apple A6
- Exynos - Samsung
- Rockchip
- Snapdragon - Qualcomm
- Texas Instruments OMAP
- NVIDIA Tegra